# 贝恩哈德斯塔尔
贝恩哈德斯塔尔是奥地利下奥地利州米斯特尔巴赫县的一个市镇。总面积51.93平方公里，总人口1647人，人口密度31.7人/平方公里（2005年）。